# Сумка (річка)
Су́мка — річка в Україні, в межах Сумського району Сумської області. Відноситься до Псільської частини Дніпровського басейну річок Сумської області. Права притока Псла (басейн Дніпра).

## Опис
Довжина річки 29 км, площа басейну 389 км². Долина завширшки до 4 км, з пологими схилами, завглибшки до 30 м. Заплава завширшки до 500 м, у верхів'ї подекуди заболочена. Річище звивисте, у нижній течії відрегульоване; його пересічна ширина — 5 м. Похил річки 1,2 м/км. Є ставки. На річці споруджено Косівщинське водосховище.Ця річка рівнинна.

## Розташування

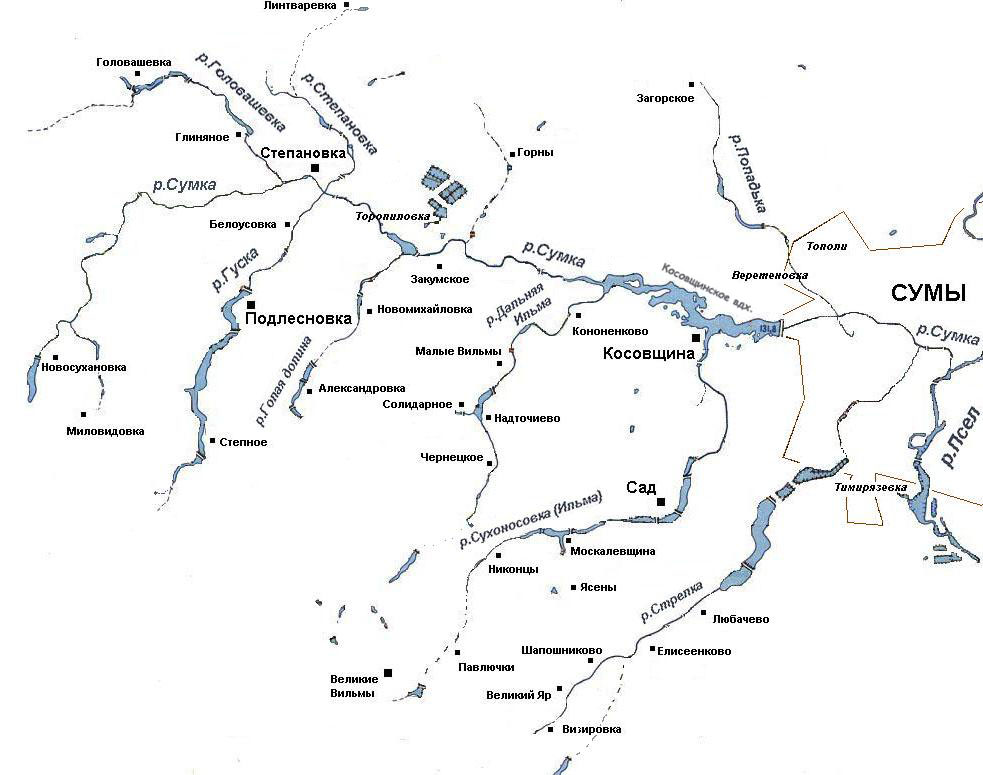
Карта-схема басейну річки Сумки

Сумка бере початок на південній околиці села Новосуханівки. У верхів'ях тече на північний схід, далі — переважно на схід і (частково) південний схід. Впадає до Пслу неподалік від центру міста Сум.
Сумка протікає через Суми із заходу на схід, розділяючи місто на дві майже однакові частини — північну та південну.
- За однією з версій назва міста Суми походить саме від назви цієї річки.

## Притоки Сумки
- Гуска, Гола Долина, Дальня Ільма, Сухоносівка, Стрілка (праві); Головашівка, Степанівка, Попадька (ліві).